# 布莱克利 (佐治亚州)
布萊克利（英語：Blakely）是一個位於美國喬治亞州厄爾利縣的城市。根據2010年美國人口普查，該地共人口5068人，而該地的面積約為45.60平方千米。同時該地也是厄爾利縣的縣治。

## 地理
布萊克利的座標為31°22′36″N 84°56′02″W / 31.37667°N 84.93389°W，而該地的平均海拔高度為80米（即262英尺）。